# Giedrius Slavickas
Giedrius Slavickas (ur. 3 października 1982) – litewski piłkarz, grający w Kruoja Pokroje. Występuje na pozycji pomocnika. W reprezentacji Litwy zadebiutował w 2002 roku. W latach 2002–2003 rozegrał w niej dwa mecze.